# اورخوف (آدیغیه)
اورخوف (به لاتین: Orekhov) یک منطقهٔ مسکونی در روسیه است که در آدیغیه واقع شده‌است.